# Uzza
Uzza – postać biblijna ze Starego Testamentu, Izraelita, syn Abinadaba, brat Achio. 
Wraz z bratem prowadził wóz z Arką Przymierza do Miasta Dawidowego. Kiedy przybyli na klepisko Nakona, woły szarpnęły wozem, a Uzza dotknął Arki, chcąc ją podtrzymać, za co został śmiertelnie porażony przez Jahwe.
Miejsce śmierci Uzzy zostało przez Dawida nazwanie Peres-Uzza, co znaczy Klęska Uzzy. Jego śmierć była również powodem tymczasowej zmiany miejsca przeniesienia Arki na dom Obed-Edoma.